# Zodarion buettikeri
Zodarion buettikeri är en spindelart som först beskrevs av Ono och Rudy Jocqué 1986.  Zodarion buettikeri ingår i släktet Zodarion och familjen Zodariidae.
Artens utbredningsområde är Saudiarabien. Inga underarter finns listade i Catalogue of Life.